# Pilskie Towarzystwo Piłki Siatkowej 2011-2012
Questa voce raccoglie le informazioni riguardanti il Pilskie Towarzystwo Piłki Siatkowej nelle competizioni ufficiali della stagione 2011-2012.

## Organigramma societario
Area direttiva
- Presidente: Radosław Ciemięga

Area tecnica
- Allenatore: Mirosław Zawieracz

## Rosa
| N° | Nome               | Ruolo | Data di nascita   | Nazionalità sportiva |
| -- | ------------------ | ----- | ----------------- | -------------------- |
| 1  | Monika Naczk       | C     | 6 marzo 1987      | Polonia              |
| 2  | Joanna Jagodzińska | S     | 25 novembre 1979  | Polonia              |
| 4  | Emilia Kajzer      | P     | 10 marzo 1992     | Polonia              |
| 5  | Lecia Brown        | C     | 30 ottobre 1988   | Giamaica             |
| 6  | Monika Martałek    | C     | 14 maggio 1990    | Polonia              |
| 7  | Véronika Hudima    | C     | 8 luglio 1988     | Francia              |
| 8  | Anna Kaczmar       | P     | 26 settembre 1985 | Polonia              |
| 9  | Daria Paszek       | S     | 30 marzo 1991     | Polonia              |
| 10 | Natalia Krawulska  | S     | 23 giugno 1988    | Polonia              |
| 11 | Katarzyna Wysocka  | L     | 26 marzo 1987     | Polonia              |
| 12 | Agnieszka Orłowska | S/O   | 17 agosto 1978    | Polonia              |
| 16 | Martyna Tracz      | L     | 16 aprile 1992    | Polonia              |